# Euphyto nomiivora
Euphyto nomiivora är en tvåvingeart som beskrevs av James 1955. Euphyto nomiivora ingår i släktet Euphyto och familjen köttflugor. Inga underarter finns listade i Catalogue of Life.